# Die Hamburger Stadtmusikanten

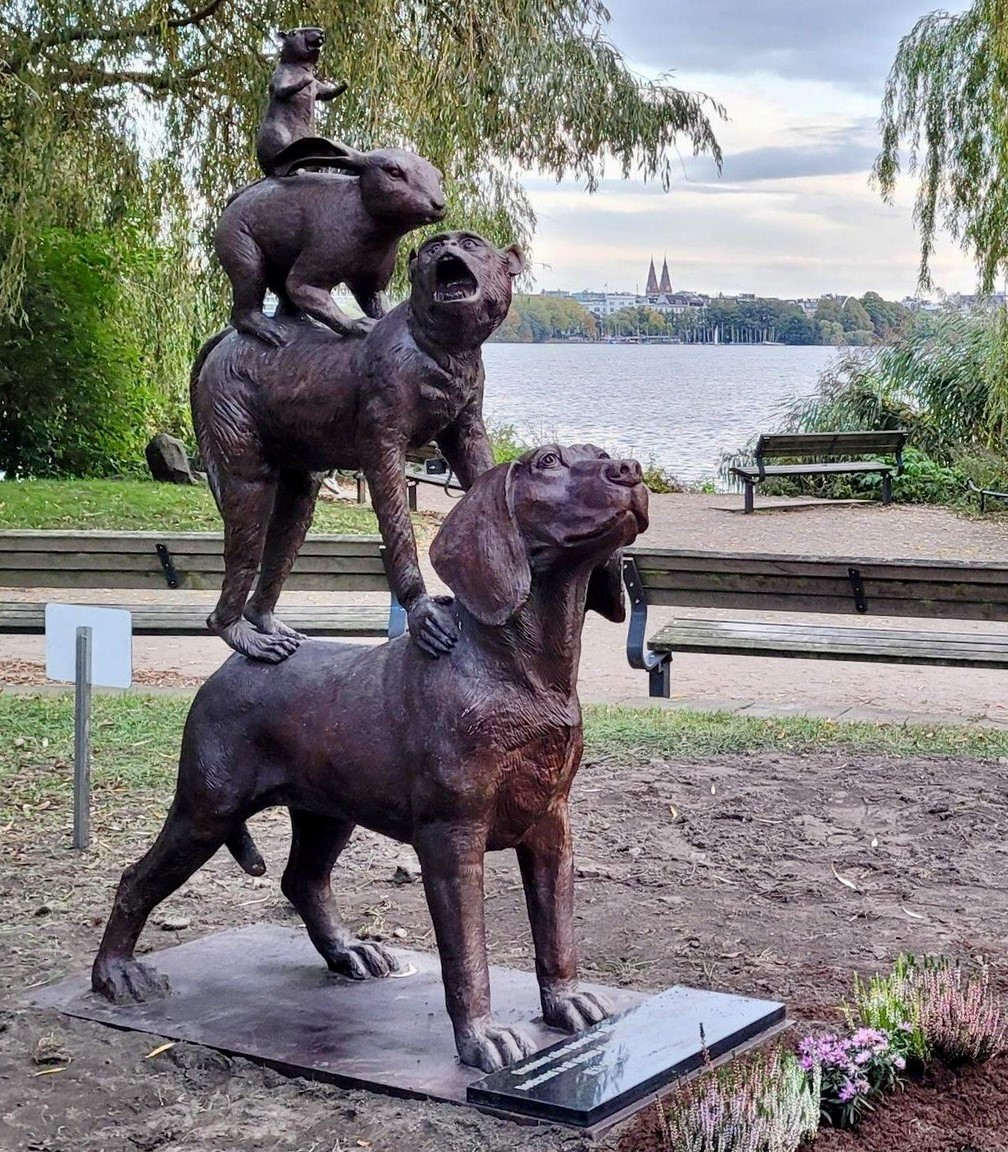
Die Hamburger Stadtmusikanten am alten Standort an der Außenalster (2022)

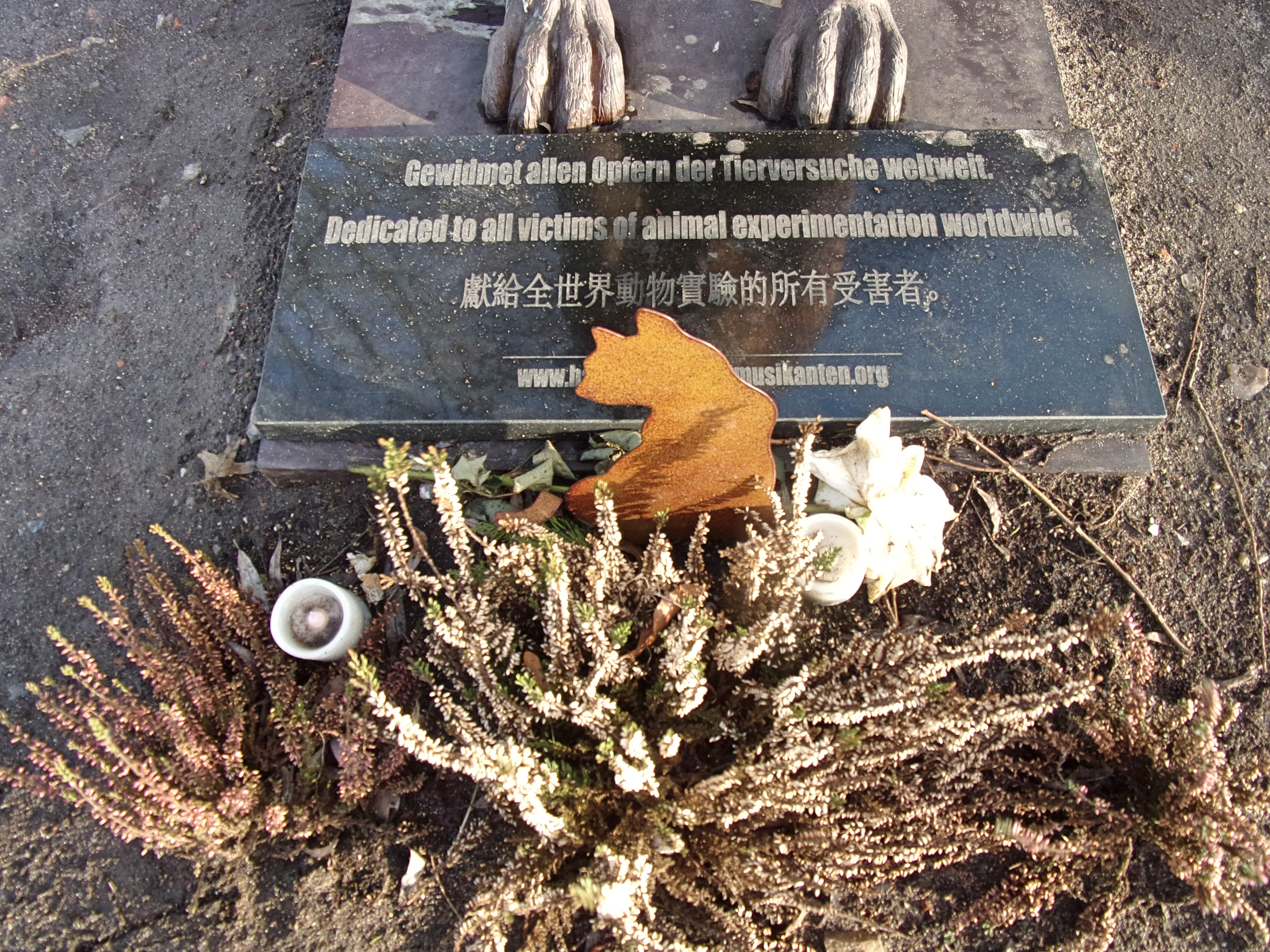
Aufschrift Gewidmet allen Opfern der Tierversuche weltweit

Die Hamburger Stadtmusikanten ist der Titel einer Skulptur in Hamburg, bestehend aus einem Hund, einem Affen, einem Kaninchen und einer Ratte, die wie die bekannten Bremer Stadtmusikanten aufeinander stehen. Sie soll als Mahnmal Tierversuche ins Bewusstsein rufen und ihrer Opfer, der Tiere weltweit, gedenken.

## Geschichte und Standorte
In der Nacht zum 13. Oktober 2021 gruben Unbekannte in einem Park an der Außenalster in Hamburg-Uhlenhorst (Lage) ein Loch in den Erdboden und betonierten eine bronzene Tierskulptur ein.
In einem Bekennerschreiben heißt es dazu:
„Wir, die Geister der getöteten Versuchstiere, haben am 12.10.2021 auf der Picknickwiese Uhlenhorst/Schöne Aussicht ein Mahnmal für die Opfer der Tierversuche aufgestellt. Es sind die Hamburger Stadtmusikanten. Es ist den Mäusen, den Ratten, den Kaninchen, den Zebrafischen, den Hunden, den Katzen, den Schweinen, den Affen und allen Opfern der Tierversuche in Hamburg und weltweit gewidmet.“
Da das Aufstellen eines Mahnmals im öffentlichen Raum ohne Genehmigung nicht erlaubt ist, war die Rechtslage zunächst unklar. Skulpturen dürfen beispielsweise nicht leicht umzustoßen oder scharfkantig sein, damit niemand verletzt werden kann. Nach einer ersten Prüfung entschied das Bezirksamt Hamburg-Nord, die Stadtmusikanten stehen zu lassen, da „keine unmittelbare Gefahr festgestellt werden konnte“.
Vereinzelt hatten sich auch Prominente bald nach Aufstellen der Skulptur unterstützend geäußert, so zum Beispiel Udo Lindenberg, der das „Mahnmal für Versuchstiere“ als „neue Sehenswürdigkeit“ bezeichnete.
Ende Januar 2022 entschied das Bezirksamt, dass die Skulptur bis zum 31. Dezember 2022 an ihrem Standort bleiben dürfe. In der entsprechenden Aussendung äußerte sich der Bezirksamtsleiter u. a. dahingehend, dass die Skulptur professionell angefertigt worden sei. Weiter hieß es, die Anzahl der Besucher zeige, „wie wichtig das Thema ist“. Das Amt habe darum entschieden, die Skulptur mit einer Sondernutzungsgenehmigung vorerst stehen zu lassen. Am 21. Dezember 2022 wurde das Kunstwerk abgebaut.
Künftig, so der Beschluss der Bezirksverwaltung Altona vom 23. Februar 2023, werden die Hamburger Stadtmusikanten auf der Neuen Großen Bergstraße in der Nähe des Altonaer Bahnhofs zu sehen sein. In der Berichterstattung zur Rettung der Skulptur wurde diese mit Bezug auf ihre Geschichte als „Guerilla-Mahnmal“ bezeichnet.
Am 31. März 2023 bekannte sich via Social Media die Tierrechtsorganisation Soko Tierschutz e. V. zum Aufstellen der Skulptur als „Bote der Geister der Labortiere“ und teilte bezogen auf den neuen Standort mit: „Das Denkmal kommt wieder und bleibt. An diesem Ort wird unser einzigartiges Denkmal von mehr Menschen gesehen werden, als jemals zuvor. Es gibt sogar Sitzgelegenheiten dort und einen schönen Baum. Die Vier werden sogar auf einen Sockel kommen, dass man sie noch besser sieht. Wir danken Hamburg Altona und den Parteien (Bündnis 90/Die Grünen, Die Linke, FDP), die für das einzigartige Denkmal gestimmt haben“, so der Verein.

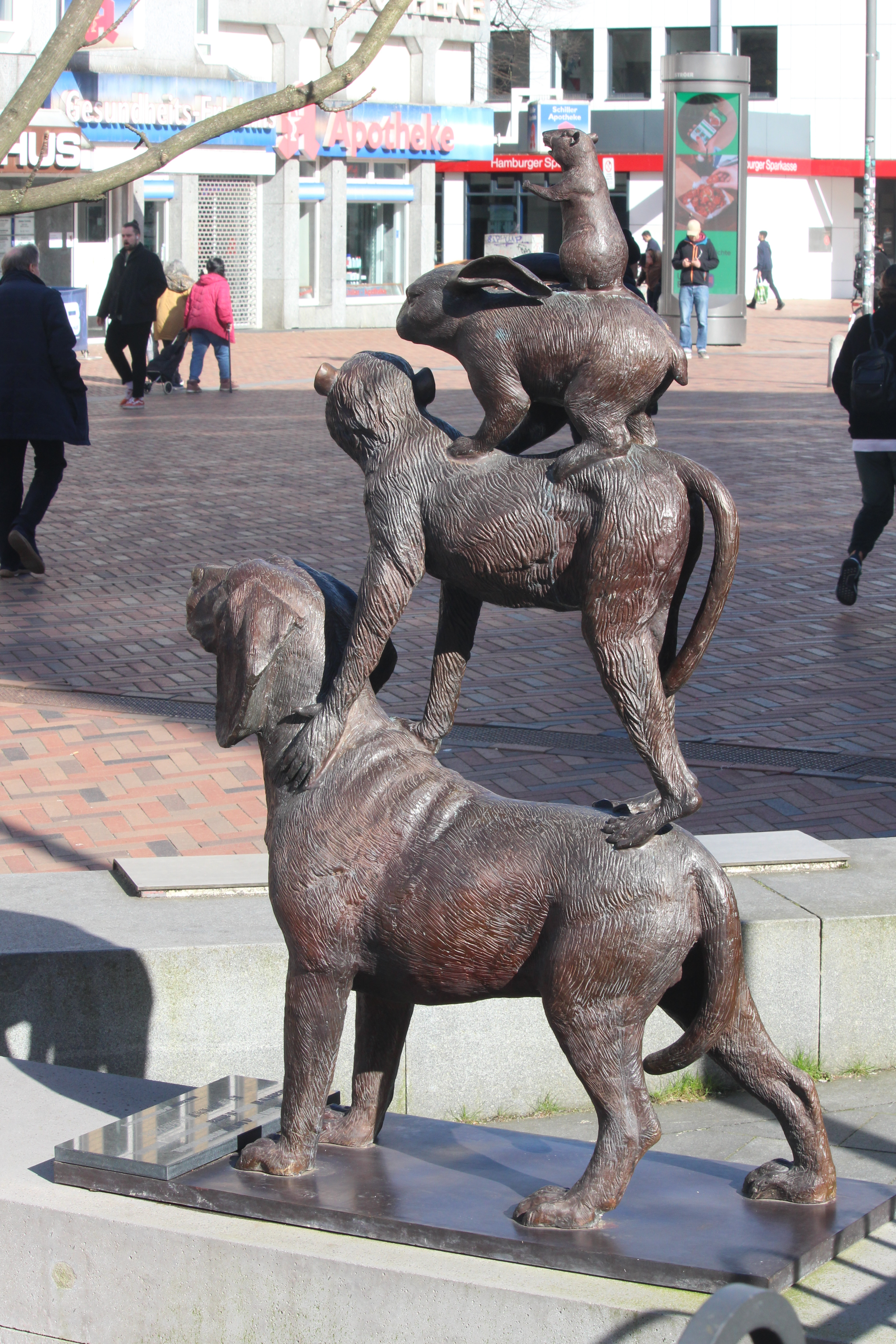
Am neuen Standort in der Neuen Großen Bergstraße

Am 30. Juni 2023 wurde die Skulptur schlussendlich am neuen Standort aufgestellt und in Beton eingefasst (Lage).

## Hintergrund
2019 kam es in Hamburg zur größten Tierschutz-Demonstration der deutschen Geschichte mit 15.000 Teilnehmern.
Weltweit gibt es zum Thema Tierversuche nur wenige Denkmäler, eines davon in England. Es ist der 1906 von Kritikern der Tierversuche aufgestellte Brown Dog im Battersea Park in London. Er war hart umkämpft, steht dort aber bis heute. Dieses Denkmal war Vorbild für die Skulptur in Hamburg. Laut den Initiatoren der Skulpturaufstellung in Hamburg waren die originalen Bremer Stadtmusikanten auf der Flucht vor Elend und Leibeigenschaft. Die Hamburger Stadtmusikanten seien auf der Flucht vor der Nutzung als Messinstrument im Tierversuch und der Verachtung für Mitlebewesen.
In einer Aussendung der Soko Tierschutz nach Vandalismus an der Skulptur im Februar 2022 wurde der dargestellte Hund als Beagle näher bezeichnet, der Affe als Makake.